# Kartéri
Kartéri är en ort i Grekland.   Den ligger i prefekturen Thesprotia och regionen Epirus, i den västra delen av landet, 300 km nordväst om huvudstaden Aten. Kartéri ligger 185 meter över havet och antalet invånare är 369.
Terrängen runt Kartéri är kuperad. Runt Kartéri är det glesbefolkat, med 16 invånare per kvadratkilometer. Närmaste större samhälle är Igoumenitsa, 16,3 km nordväst om Kartéri. 